# 다세포 생물

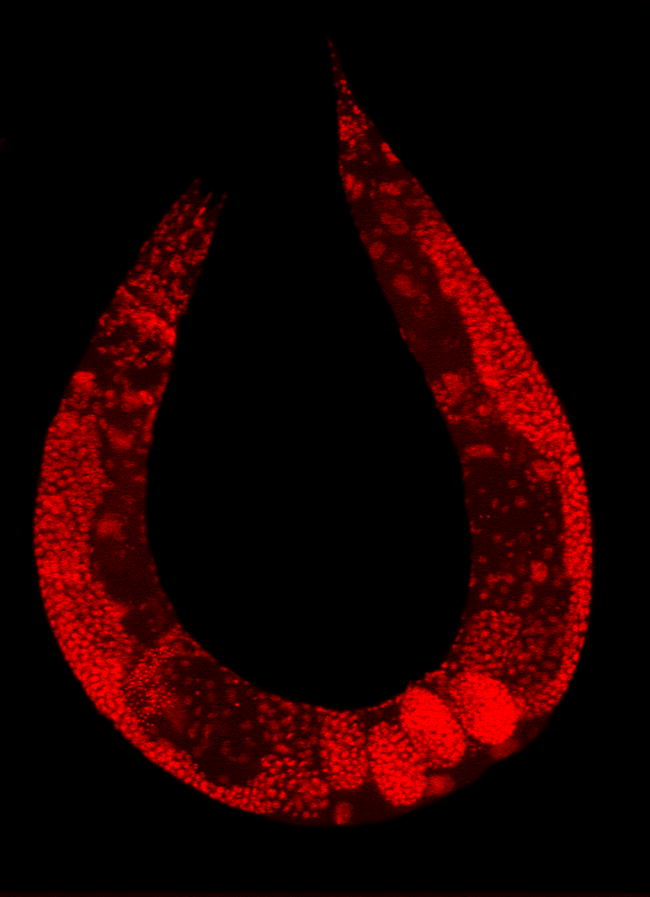
핵을 표시하게위해 염색된 캐놀햅디티스 유기체

다세포 생물(多細胞生物, 영어: multicellular organism)은 여러 개의 세포로 이루어진 생물을 말한다. 동물이나 식물 등 눈에 보이는 크기의 생물은 대개 다세포 생물이다. 이러한 생물들의 각각의 세포들은 개체를 위해 일정한 역할을 한다. 다세포 생물은 단세포 생물과 달리 생식 세포를 통해 번식한다.

## 진화의 역사
초기의 생명체는 아마도 거의가 단세포 생물이었을 것이다. 다세포성은 지구의 역사에 있어서 10여번에 걸쳐 독자적으로 진화되었다. 예를 들자면, 식물과 동물에서 각기 일어난 다세포성을 볼 수 있겠다. 원핵생물과 진핵생물 모두에서 보여지는데, 처음으로 나타난 것은 30에서 40억년전의 시아노박테리아이다. 생식을 위해서 진정한 다세포 생물들은 생식 세포(예. 정자, 난자)로부터 모든 개체를 다시 만들어야 하는 문제를 풀어야만 한다. 이는 발생생물학에서 연구하는 주제이다. 따라서, 단세포 생물들에서 중원생대에서 진화한 유성생식이 다세포 생물의 진화와 발전을 촉진시켰다고 보고있다.
다세포 생명체들은, 특히 길게 사는 동물들은, 암이라는 질병에 노출될 수밖에 없다. 이 암은 정상적인 세포 개발의 과정 안에서 세포가 생장의 통제를 실패했을 때 생기는 질병이다. 암의 성장 중에는 조직의 구조가 변화하는게 관찰된다.

## 같이 보기
- 다세포 식물